# Agreste Pernambucano
Agreste Pernambucano è una mesoregione del Pernambuco in Brasile.

## Microregioni
È suddivisa in 6 microregioni:
- Alto Capibaribe
- Brejo Pernambucano
- Garanhuns
- Médio Capibaribe
- Vale do Ipanema
- Vale do Ipojuca